# Richard Döcker

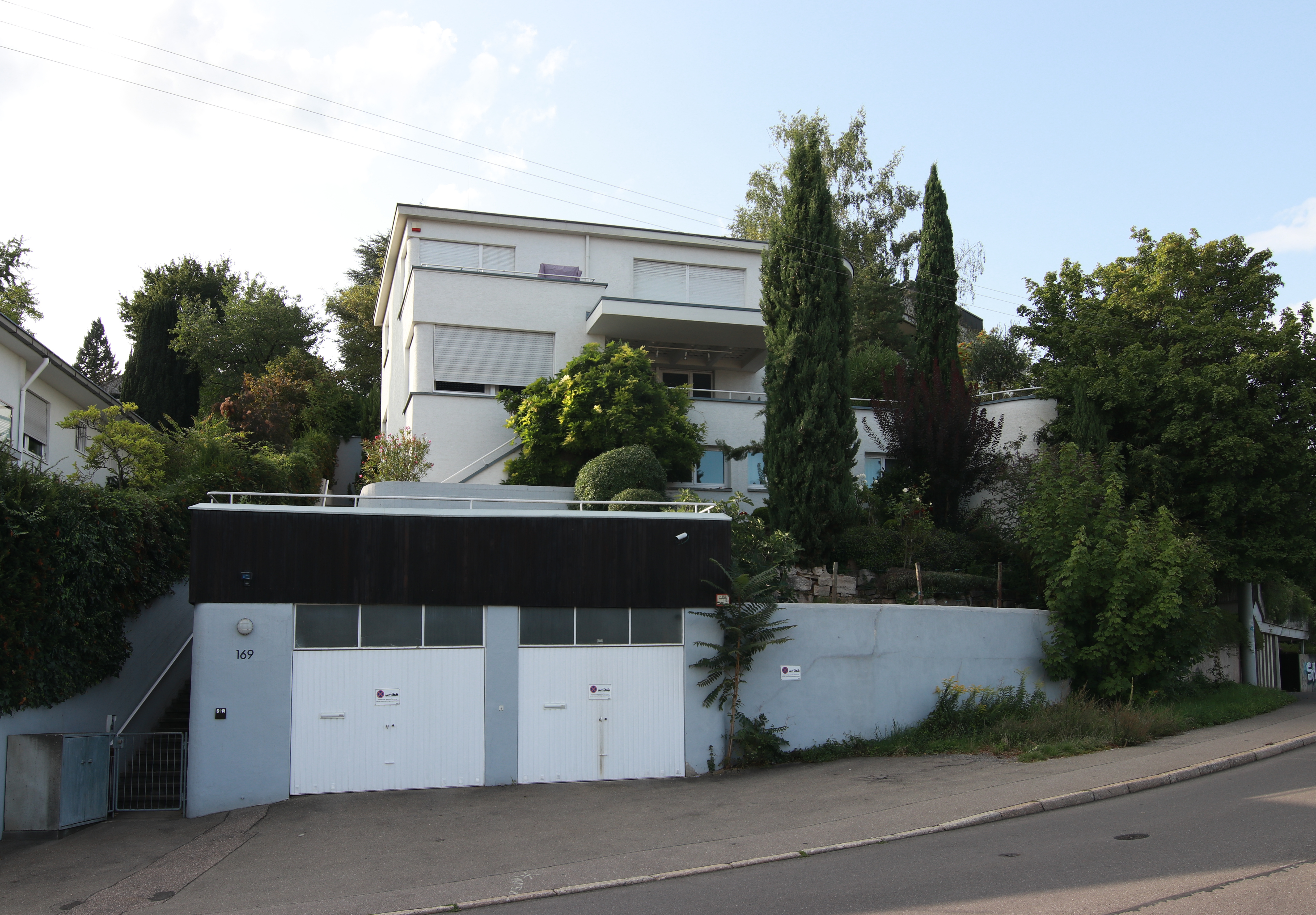
Villa Vetter, Stuttgart (1928-1930)

Richard Döcker (Weilheim an der Teck, 13 de junio de 1894-Stuttgart, 9 de noviembre de 1968) fue un arquitecto alemán. Evolucionó del expresionismo al racionalismo.

## Trayectoria
Estudió en la Technischen Hochschule de Stuttgart, donde se tituló en 1918. En 1921 publicó con H. Keuerlerber diversos planos de torres rascacielos para Stuttgart. Entre 1922 y 1925 fue asistente del arquitecto Paul Bonatz. En 1923 realizó una tesis sobre plantas de pequeños apartamentos y abrió su propio estudio. Tras unos inicios todavía en un estilo tradicional, como se denota en la urbanización Viergiebelweg (1922-1923), evolucionó hacia la vanguardia, adhiriéndose a las tesis del expresionismo alemán y, posteriormente, del racionalismo.
Fue miembro de la Deutscher Werkbund (Federación alemana del trabajo), una asociación que tenía como objetivo la integración de arquitectura, industria y artesanía a través del trabajo profesional, la educación y la publicidad, así como introducir el diseño arquitectónico en la modernidad y conferirle un carácter industrial. Las principales características del movimiento fueron el uso de nuevos materiales como el vidrio y el acero, la importancia del diseño industrial y el funcionalismo decorativo.
En 1926 se integró también en el grupo Der Ring (El círculo), un movimiento que pretendía renovar la arquitectura de su época, con un especial énfasis en los aspectos sociales y urbanísticos, así como en la investigación en nuevos materiales y técnicas de construcción.
En 1927 participó en la urbanización Weißenhofsiedlung de Stuttgart, una exposición organizada por el Deutscher Werkbund con el objetivo de promover la vivienda de bajo coste, supervisada por Ludwig Mies van der Rohe y en la que participaron diversos arquitectos alemanes junto a otros de otros países, como Le Corbusier, Pierre Jeanneret, Josef Frank, J.J.P. Oud, Mart Stam y Victor Bourgeois. Se construyeron treinta y una viviendas, diseñadas bajo unas premisas de unidad visual basadas en paredes de revoco blanco, formas rectangulares, cubiertas planas y bandas horizontales de ventanas.
Sus obras en esos años destacan por su uso de volúmenes cúbicos y techos-terraza: almacenes Luz en Stuttgart (1926-1927), Hospital de Waiblingen (1927-1928), casa del doctor Kilpper en Stuttgart (1928).
En 1933 fue inhabilitado por los nazis para el ejercicio de su profesión. La construcción de la urbanización Kochenhof que tenía asignada en Stuttgart le fue retirada en beneficio de Paul Schmitthenner. Entre 1941 y 1944 participó en la Comisión para la reconstrucción de las regiones de Frisia. Tras la Segunda Guerra Mundial participó en la reconstrucción de Stuttgart. Entre 1947 y 1958 fue profesor de la Technischen Hochschule de Stuttgart. Fue también uno de los fundadores del Forschungsgemeinschaft Bauen un Wohnen (Grupo de investigación Construir y Vivir). Entre sus últimas obras se encuentran diversas viviendas y edificios públicos, así como la ciudad universitaria de Hyderabad en Pakistán (1955-1959).